# رباط محمود
رباط محمود (بالفارسية: رباط محمود) هي قرية تقع في قسم كناررودخانه الريفي في إيران. يقدر عدد سكانها بـ 164 نسمة بحسب إحصاء 2016.